# Slink Johnson
Gerald "Slink" Johnson (Dumas, Arkansas; 31 de enero de 1973), también conocido por su nombre artístico Slink Capone, es un rapero, actor y comediante estadounidense. Protagonizó la comedia Black Jesus y encarnó a Lamar Davis en los videojuegos de 2013 Grand Theft Auto V y Grand Theft Auto Online.

## Carrera

### Grand Theft Auto V
Johnson puso voz al personaje Lamar Davis para el videojuego de 2013 Grand Theft Auto V. En 2021, Johnson volvió a interpretar su papel junto a Shawn Fonteno (que puso voz a Franklin Clinton en el mismo juego) en una recreación de acción en vivo de una escena en la que Lamar "roasts" Franklin. La escena original había experimentado un resurgimiento de popularidad años más tarde, cuando se subieron parodias a Internet, normalmente con el modelo del personaje de Lamar sustituido por varios iconos de la cultura popular. Más tarde ese mismo año, Fonteno y Johnson volvieron a interpretar sus papeles en contenido descargable para Grand Theft Auto Online, que incluía un homenaje a la cutscene original del asado.